# Henriette Hanotte
Pour les articles homonymes, voir Hanotte.
Henriette Hanotte, dite Monique, est une résistante belge pendant la Seconde Guerre mondiale née le 10 août 1920 à Sépeaux (Yonne) et morte le 20 février 2022 à Nivelles. Dès l'âge de dix-neuf ans, elle a aidé à la fuite de près de 140 aviateurs de la Belgique occupée vers la France dans le cadre du réseau Comète. Le Bureau de la Guerre britannique lui a donné le nom de code « Monique » — un prénom qu'elle a ensuite utilisé tout au long de sa vie.

## Biographie

### Jeunesse
Henriette Hanotte passe sa jeunesse dans le village rural de Rumes en Belgique, près de la frontière française. Ses parents dirigent un hôtel et une ferme, où elle et son jeune frère aident à s'occuper des animaux. Elle va à l'école chaque jour dans le village français voisin de Bachy, et se fait ainsi connaître des agents des postes de douane.

### Activités de résistance
En mai 1940, peu après l'occupation allemande de la Belgique, Henriette Hanotte et son père aident deux officiers qui s'étaient séparés lors de la retraite du Corps expéditionnaire britannique à Dunkerque. Déguisés, ils les conduisent à travers un poste de douane et vers la France.
Henriette Hanotte est ensuite recrutée par la section britannique du War Office, le MI19 pour participer activement au réseau de résistance belge, le réseau Comète, et reçoit le nom de code « Monique ». Au cours de la guerre, elle et sa famille aident à l'évasion de près de 140 aviateurs des forces alliées, soit en les accompagnant à travers la frontière, soit en voyageant avec eux en train vers des villes comme Lille et Paris. Ce faisant, elle risque sa vie et celle de sa famille.
En 1944, alors qu'elle se rend à la planque qu'elle utilise à Paris, elle découvre que son réseau a été dénoncé par un collaborateur belge. Ses supérieurs britanniques lui ordonnent alors de s'enfuir vers l'Angleterre en suivant le même itinéraire que celui emprunté par les aviateurs qu'elle avait aidés. Elle s'échappe en compagnie de Micheline Dumon (Michou). Après avoir traversé la France jusqu'en Espagne via les Pyrénées, elles atteignent Gibraltar et de là s'envolent pour la Grande-Bretagne. Elle devient sous-lieutenant ATS (Auxiliary Territorial Service - Special Forces), et suit l'entraînement de parachutiste en Angleterre. Elle apprend à être un agent secret dans le but d'être parachutée en France dans le cadre de la contre-offensive des Ardennes. Cependant, elle n'y est jamais envoyée et reste en Angleterre jusqu'à la fin de la guerre.

### Après la guerre
Henriette Hanotte célèbre le VE Day (Victory in Europe Day, « Jour de la Victoire en Europe » le 8 mai 1945) à Londres avant de retourner dans la maison familiale en Belgique. En 1945, elle épouse le petit ami qu'elle a connu pendant la guerre et qui a été garde-frontière belge. Ils ont par la suite deux enfants. Elle continue d'utiliser le prénom de Monique tout au long de sa vie.
Elle meurt le 19 février 2022 à l'âge de 101 ans à Nivelles.

## Honneurs
Ordre de l'Empire britannique)[réf. nécessaire]
Par arrêté royal du 12 octobre 1950, Henriette Hanotte est officiellement reconnue comme Adjudant ARA (Agent de Renseignement et d'Action, au Service de renseignement et d'action) du 1er novembre 1943 au 31 août 1944.
Parmi ses nombreuses distinctions honorifiques belges et étrangères[Lesquelles ?], la plus haute qu’elle reçoit est la médaille de la Liberté avec palme de bronze, décernée par les États-Unis.
En mai 2015, un circuit de randonnée est ouvert pour marquer l'itinéraire emprunté par Monique Hanotte pour aider les aviateurs à fuir la Belgique vers la France.
Elle est également mise à l'honneur en 2016 par la cité aclote, dans le cadre de la Journée internationale des femmes.
Une statue de « Monique » est installée sur la place de la Liberté dans la commune française de Bachy, la représentant en train d'aider le bombardier américain Charles Carlson à s'échapper de Belgique,. En 2015, elle reçoit la citoyenneté d'honneur de Bachy.
Elle est nommée citoyenne d'honneur de la ville de Nivelles à l'occasion de son 100e anniversaire le 10 août 2020,.